# اسید مینودرونیک
اسید مینودرونیک (به انگلیسی: Minodronic acid) یک ترکیب شیمیایی با شناسه پاب‌کم ۱۳۰۹۵۶ است. 